# نبرد اسحاق‌آباد
برای نوشتارهای همانند، نبرد ری ببینید.
نبرد اسحاق‌آباد نام جنگی در سال ۳۲۹ هجری قمری است که میان آل زیار و دو سلسله سامانیان و آل بویه رخ داد. ماکان پسر کاکی، که متحد زیاریان بود، در این نبرد کشته شد. در پی نبرد اسحاق‌آباد آل زیار برای همیشه قدرت خویش را از دست دادند و پس از این نبرد، به حکومتی محلی تقلیل یافتند.

## مقدمه
پس از به حکومت رسیدن وشمگیر دو خاندان سامانیان و بوییان با او وارد جنگ‌هایی شدند که وشمگیر ابتدا پیروزی‌هایی در برابرشان یافت. وی با ماکان (که پیش از این متحد سامانیان بود) اتحادی در مرزهای شرقی تشکیل داده و قلعه الموت و آذربایجان در مرزهای غربی را فتح کرد. اصفهان نیز میان قلمرو بوییان و زیاریان دست به دست می‌شد.
در این هنگام سامانیان سپهسالار خود، ابوعلی چغانی، را به گرگان فرستادند تا زیاریان را شکست دهد. ابتدا شهر گرگان توسط ماکان به او تسلیم شد و سپس با نامه‌نگاری‌هایی که با دربار بویی داشت، به ری لشکر کشید.

## شرح نبرد
ابوعلی چغانی پس از مصالحه مدتی در گرگان ماند و ویرانی‌های حاصل از جنگ را بازسازی کرد سپس «ابراهیم بن سیمجور» را به جای خود نشاند. از طرفی عمادالدوله علی بن بویه به چغانی نامه‌ای نوشته و از او خواست تا با حملهٔ مشترکانه به شهر ری، کار حکومت وشمگیر را یک‌سره کنند. پس از این اتحاد، در سال ۳۲۹ هجری، چغانی به سمت دامغان و علی بن بویه به سمت ری حرکت کردند. وشمگیر با آگاهی از این اتحاد، لشکریانش را گردآورد و ماکان، که در ساری فرمان می‌راند، را از طبرستان نزد خود خواند؛ ماکان هم حسن بن فیروزان را جای خویش نشانده و به ری رفت. از سوی دیگر چغانی و علی بویه در نزدیکی ری به هم پیوستند. سرانجام دو لشکر در سال ۳۲۹ قمری به مصاف هم رفتند و در این جنگ ابوعلی چغانی موفق شد قلب سپاه وشمگیر را محاصره کند و در فرصت پیش آمده، ماکان بن کاکی، که در قلب سپاه بود، را کشت.
ماکان به خوبی جنگید. او ۱۴۰۰ سرباز گیل و دیلم در سپاهش داشت که نهایتاً همگی کشته شدند و ۲۰ سرباز تُرک با هم به ماکان حمله کرده و او را کشتند. پدر ابن العمید هم در بین نزدیکان ماکان بود که توسط سامانیان دستگیر شده و به بخارا فرستاده شد و در دربار سامانی از مقربان امیر قرار گرفت و تا پایان عمر آنجا ماند. گویا تیری به سر ماکان خورده و کلاهخودش ره بر سرش دوخت و گروه پیروز، سر او را بریده و با کلاهخود به بخارا فرستادند. پس از پایان جنگ، خبر قتل را با عبارت کوتاه «ماکان فصار کاسمه» بر روی پای کبوتر بستند و به بخارا فرستادند. «ماکان» در عربی به معنای نابود است و معنی تحت‌اللفظی جمله می‌شود: «ماکان به نامش رسید»
وشمگیر از معرکه گریخته و از لاریجان به آمل رفت. چغانی هم سر ماکان و دیگر سران سپاه وشمگیر را به بخارا فرستاد. گفته شده که تلفات لشکریان وشمگیر در این نبرد شش هزار نفر بوده‌است.
پس از شکست وشمگیر و فرار او به طبرستان، عمادالدوله علی بویه ابتدا به ری رفت و تا پایان زمستان آنجا ماند. سپس زنجان، ابهر، قزوین، قم، کرج، اراک، همدان، نهاوند، دینور و تا مرز حلوان را گشوده و بر همه جا عامل و حاکمی مقرر کرده و باج گیرد. ولیکن بدان جهت که بوییان توان نبرد با سپاه سامانی را در خود نمی‌دیدند، به قلمروشان تعرضی نمی‌کردند و نتیجتاً سامانیان هم با مشکل چندانی روبرو نشدند.

## نتایج جنگ

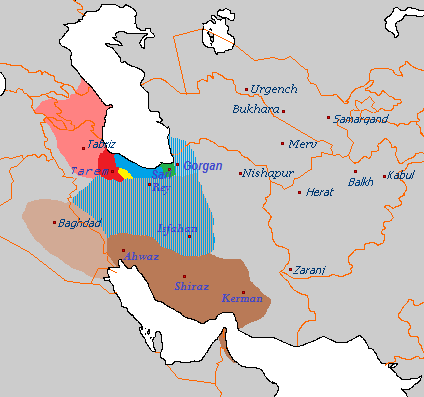
مناطق هاشور خورده در تصویر پس از نبرد ری از سلطهٔ آل زیار خارج شدند. (برای وضوح بیشتر روی تصویر کلیک کنید)

پس از نبرد ری به تدریج قدرت سیاسی و نظامی زیاریان به سواحل دریای خزر محدود شد و وشمگیر به عاملی از طرف سامانیان بدل شد. او برای حفظ قدرتش در برابر دشمنانی مانند حسن فیروزان و بوییان مجبور بود به چنین چیزی تن بدهد. وشمگیر خیلی زود تبعیت از سامانیان را پذیرفت. سامانیان هم که به دنبال حکومتی برای حایل قرار دادن بین خود و بوییان می‌گشت، کم‌کم مایل به همکاری با او شده و به حمایت از او پرداخت.
بوییان با سماجت برای تسخیر سرزمین‌های اندک وشمگیر می‌جنگیدند و وشمگیر جنگ‌های بسیاری با بوییان داشت که بیشتر حالت دفاعی و حفظ حدود پایتختش را داشتند، بر این اساس او تا پایان زندگیش در حال دفاع در برابر بوییان بود و طبرستان و گرگان بارها بین این دو دست به دست شد. وشمگیر در آینده برای در امان ماندن از این جنگ‌ها حتی حاضر شد با خلیفه القاهربالله رابطه برقرار کند. او به واسطهٔ سامانیان از خلیفه خواست که وساطت نموده و از بوییان بخواهد که از تعرض به سرزمین‌هایش دست بردارند.